# Океанник Вільсона
Океанник Вільсона (Oceanites oceanicus) — невеликий морський птах роду океанників (Oceanites), один з найчисленніших видів птахів у світі. Мешкає на островах Субантарктики. Вид названий на честь американського орнітолога Олександра Вільсона.

## Поширення
Птах гніздиться на дрібних антарктичних і субантарктичних островах та на узбережжі Антарктиди. У негніздовий період мігрує на північ через екватор у Північну півкулю.

## Опис
Довжина тіла — 15–19 см, розмах крил — 41 см. Верхня сторона чорного кольору. Надхвістя білого кольору. Хвіст чорний, прямий. Перетинки на ногах жовтого кольору.

## Спосіб життя
Гніздиться великими колоніями, загальна чисельність перевищує кілька мільйонів пар. Живиться планктоном. Тривалість життя близько 10 років.